# Лоустофт-Несс
Лоустофт-Несс (англ. Lowestoft Ness) — мыс на восточном побережье Англии, самая восточная точка Великобритании. Он расположен на берегу Северного моря в Лоустофте в районе Суффолк графства Суффолк.
На мысе размещен большой телескоп Euroscope, показывающий расстояние и направление до многочисленных мест в Великобритании, мире и даже направление восхода солнца в день зимнего солнцестояния.